# Elisabetta Tona
Elisabetta Tona (* 22. Januar 1984 in Lecco) ist eine italienische Fußballspielerin, die als Verteidigerin bei ASD Torres Calcio spielt.

## Nationalmannschaft
In der italienischen Nationalmannschaft hatte sie am 13. Juni 2002 ihren Einstand beim Spiel gegen Jugoslawien. Bei der Fußball-Europameisterschaft der Frauen 2009 in Finnland erreichte sie das Viertelfinale.